# Ліван на зимових Олімпійських іграх 1988
Ліван брав участь у Зимових Олімпійських іграх 1988 року у Калгарі (Канада) водинадцяте за свою історію, але не завоював жодної медалі.